# 法圖拉汗·阿克巴爾
法圖拉汗·阿克巴爾（波斯語：فتح‌الله خان اکبر、英語：Fathollah Khan Akbar，1878年－1967年）是一位伊朗總理，曾多度出任司法部部長，又是伊朗國會的阿瓦士代表。他在1920年10月出任伊朗總理，至1921年2月被賽義德·焦爾丁·塔巴塔巴及禮薩汗發動的政變拖累而下台。1967年，法圖拉汗·阿克巴爾在德黑蘭意外喪生。
| 前任者： 哈桑·皮爾尼亞 | 伊朗總理 1920年－1921年 | 繼任者： 賽義德·焦爾丁·塔巴塔巴 |